# フィロソフィカル・マガジン

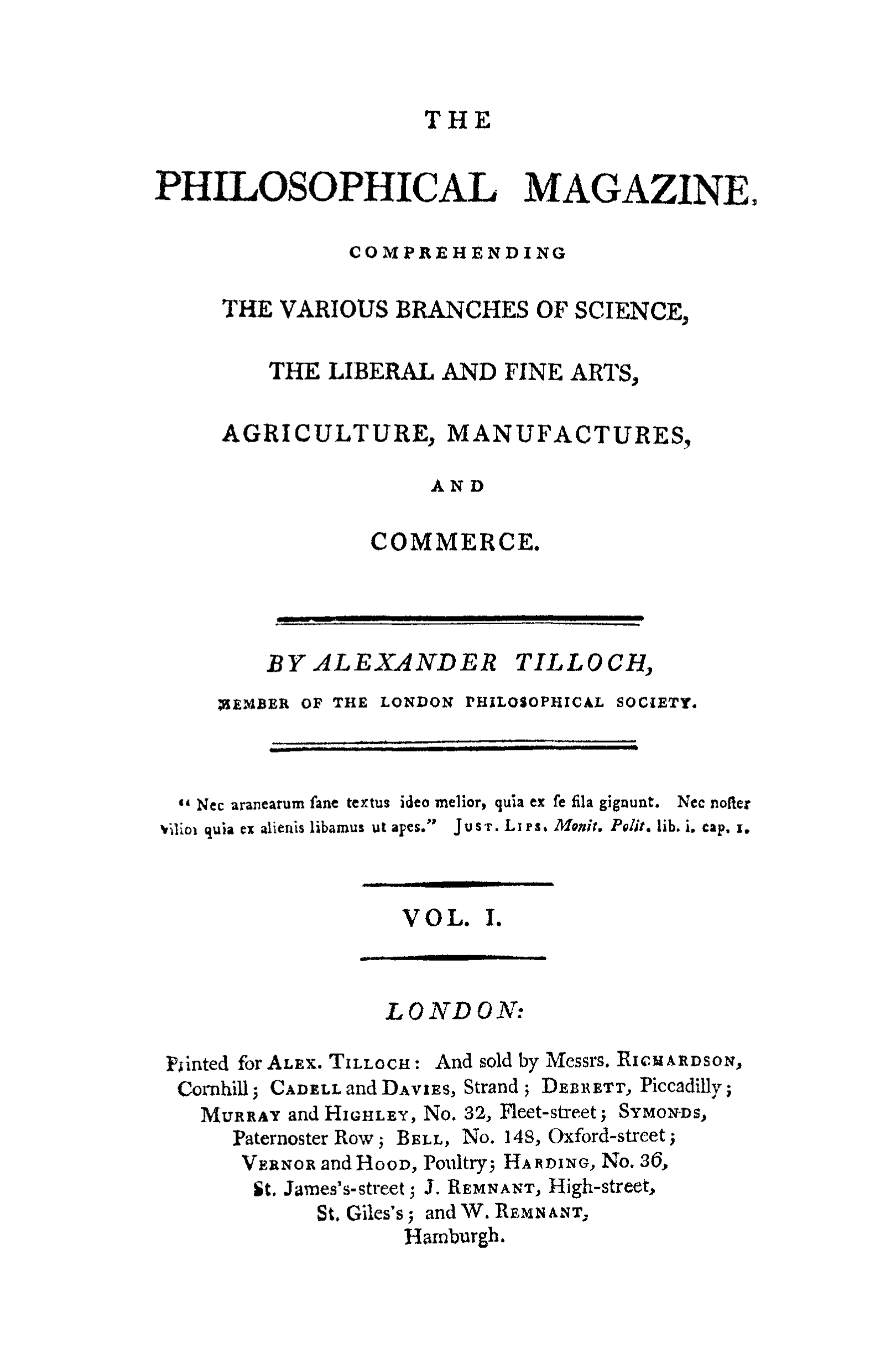
1798年の表紙ページ~

フィロソフィカル・マガジン(The Philosophical Magazine)は18世紀末からイギリスで刊行されている自然科学の科学学術雑誌である。

## 歴史
1798年に、スコットランド生まれの出版者ティロック(Alexander Tilloch)が創刊した。1822年からは、博物学者で出版者でもあったリチャード・テイラーが共同で編集するようになる。誌名の"Philosophical"は自然科学が哲学から分離していない時代の雑誌であることを示している。初期に掲載されて論文のタイトルの例としては「カートライト氏の蒸気エンジンの特許の解説」（"Account of Mr Cartwright's Patent Steam Engine"）や「ワインに健康に有害な金属が混ざっているかどうかを発見する方法」（"Methods of discovering whether Wine has been adulterated with any Metals prejudicial to Health"）や「水素と酸素から水をつくるのにラボアジェが使った装置の記述」（"Description of the Apparatus used by Lavoisier to produce Water from its component Parts, Oxygen and Hydrogen"）などが見られる。19世紀にはハンフリー・デービー、マイケル・ファラデーらの論文が掲載され、ジェームズ・クラーク・マクスウェルの電磁気学の論文や1887年のマイケルソン・モーリーの実験の論文や、ジョゼフ・ジョン・トムソンの電子線の発見の論文も掲載された。
1814年にウィリアム・ニコルソン(William Nicholson)の出版していた"Journal of Natural Philosophy, Chemistry, and the Arts"と統合し、誌名を"The Philosophical Magazine and Journal"へと改名。その後さらに"the Annals of Philosophy" と "The Edinburgh Journal of Science"を統合し、1840年には誌名を"The London, Edinburgh, and Dublin Philosophical Magazine and Journal of Science"としたが、1949年に"The Philosophical Magazine" へと戻した。
20世紀初頭には、アーネスト・ラザフォードらの論文を掲載した。1978年からは2分冊となり、Part Aは機械工学、力学の分野、Part Bは統計力学、電磁気学、光学の分野に分けられた。20世紀後半には、分野を区分することが困難な研究分野が現れたため、2003年以降は分冊を廃止。1987年に物性物理学の分野の速報的な短報のために"Philosophical Magazine Letters"が創刊された。
編集を行った科学者にはジョン・ティンダル、ジョゼフ・ジョン・トムソン、ネヴィル・モット、ローレンス・ブラッグらがいる。